# José Morais Rodrigues
José Morais Rodrigues (João Pessoa, 20 febbraio 1942) è un ex calciatore brasiliano, di ruolo centrocampista.

## Carriera
Inizia la carriera in patria, giocando per la Fluminense e lo Sport Recife.
Nella stagione 1965-1966 passa ai portoghesi del Vitória Guimarães, con cui ottiene il quarto posto finale.
La stagione seguente viene ingaggiato dai campioni in carica dello Sporting Lisbona. Con i capitolini giocherà sino al campionato 1969-1970, conclusosi proprio con la vittoria della sua squadra. 
Con gli Sportinguisti ha inoltre partecipato alla Coppa dei Campioni 1966-1967, venendo eliminato al primo turno dagli ungheresi del Vasas, oltre che a tre edizioni della Coppa delle Fiere.
Dopo due anni alla Marinhense, nella stagione 1972 si trasferisce in Canada per giocare nella franchigia NASL dei Toronto Metros, con cui ottiene il quarto posto della Northern Division. 
Terminata l'esperienza nordamericana torna in Portogallo per concludere la carriera agonistica nel Vila Real.

## Palmarès

### Competizioni nazionali
- Campionato portoghese: 1

Sporting Lisbona: 1969-1970